# ایوان گرانتس
ایوان گرانتس (کرواتی: Ivan Granec; ۸ سپتامبر ۱۸۹۵ – ۹ ژانویهٔ ۱۹۲۳) بازیکن فوتبال اهل یوگسلاوی بود.
از باشگاه‌هایی که در آن بازی کرده‌است می‌توان به باشگاه فوتبال گراجانسکی زاگرب اشاره کرد.
وی همچنین در تیم ملی فوتبال یوگسلاوی بازی کرده‌است.